# Cratere Aspen
Aspen  è un cratere sulla superficie di Marte.